# Marcell Jacobs
Lamont Marcell Jacobs Jr., född 26 september 1994 i El Paso i USA, är en italiensk kortdistanslöpare och längdhoppare.

## Karriär

### 2016–2017
I juni 2016 hoppade Jacobs 7,95 meter i längdhoppet vid U23-medelhavsspelen i Tunis, vilket var ett nytt personbästa. En vecka därpå hoppade han 8,48 meter vid italienska U23-mästerskapen i Bressanone, vilket hade blivit ett nytt italienskt rekord om det inte varit så mycket medvind (+2,8 m/s). Under samma månad tog Jacobs även guld vid italienska mästerskapen i Rieti efter ett hopp på 7,89 meter. Följande månad slutade Jacobs på 11:e plats i längdhoppsfinalen vid EM i Amsterdam.
I februari 2017 tog Jacobs guld vid italienska inomhusmästerskapen i Ancona efter ett hopp på 8,06 meter. Följande månad slutade han på 11:e plats i kvalet vid inomhus-EM i Belgrad efter ett hopp 7,70 meter, men kvalificerade sig inte för finalen.

### 2018
Den 1 maj 2018 sprang Jacobs 100 meter på 10,15 sekunder vid en tävling i Palmanova, vilket var en förbättring av sitt personbästa med åtta hundradelar. Några dagar senare förbättrade han sitt personbästa ytterligare med tre hundradelar då han sprang på 10,12 sekunder vid en tävling i Campi Bisenzio, vilket var den femte bästa tiden genom tiderna av en italienare. Senare under samma månad sprang Jacobs på 10,04 sekunder i försöksheatet vid en tävling i Savona, men hade för mycket medvind för att det skulle räknas som ett rekord (+3,0 m/s). I finalen vid samma tävling sprang han på 10,08 sekunder och blev då den fjärde snabbaste italienaren genom tiderna.
I augusti 2018 vid EM i Berlin sprang Jacobs 100 meter på 10,28 sekunder men tog sig inte vidare från semifinalen. Följande månad tog han guld vid italienska mästerskapen i Pescara efter ett lopp på 10,24 sekunder.

### 2019–2020
I mars 2019 tävlade Jacobs vid inomhus-EM i Glasgow, men gjorde inget giltigt hopp i längdhoppstävlingen. I maj samma år var han en del av Italiens stafettlag tillsammans med Eseosa Desalu, Davide Manenti och Filippo Tortu som inte lyckades fullfölja finalen på 4×100 meter vid stafett-VM i Yokohama. Den 16 juli 2019 förbättrade Jacobs sitt personbästa på 100 meter då han sprang på 10,03 sekunder vid en tävling i Padova, vilket var den tredje snabbaste tiden av en italienare genom tiderna. Senare samma månad tog Jacobs sitt andra raka guld vid italienska mästerskapen i Bressanone efter ett lopp på 10,10 sekunder.
I augusti 2019 tog Jacobs silver vid europeiska lagmästerskapen i Bydgoszcz efter ett lopp på 10,39 sekunder. Följande månad sprang han på 10,07 sekunder i försöksheatet på 100 meter vid VM i Doha och gick vidare till semifinal. I semifinalen sprang Jacobs på 10,20 sekunder vilket inte räckte för en finalplats. Han var även en del av Italiens stafettlag tillsammans med Federico Cattaneo, Davide Manenti och Filippo Tortu som satte ett nytt nationsrekord på 38,11, vilket dock inte räckte för en finalplats. I augusti 2020 tog Jacobs sitt tredje raka guld på 100 meter vid italienska mästerskapen i Padova efter ett lopp på 10,10 sekunder.

### 2021
I februari 2021 tog Jacobs guld på 60 meter vid italienska inomhusmästerskapen i Ancona efter ett lopp på 6,55 sekunder. Den 6 mars 2021 tog han guld på 60 meter vid inomhus-EM i Toruń efter ett lopp på 6,47 sekunder, vilket var ett nytt italienskt rekord samt världsårsbästa. Den 2 maj var Jacobs en del av Italiens stafettlag som tog silver på 4×100 meter vid stafett-VM i Chorzów efter ett lopp på 39,21 sekunder. Italien fick sedermera guldet efter att Sydafrikas Thando Dlodlo blivit dopingavstängd. Den 13 maj satte han ett nytt italienskt rekord på 100 meter vid en tävling i Savona med ett lopp på 9,95 sekunder. Jacobs blev då den andra italienaren efter Filippo Tortu som sprang 100 meter på under 10 sekunder.
I juni 2021 tog Jacobs sitt fjärde raka guld vid italienska mästerskapen i Rovereto efter ett lopp på 10,01 sekunder. Han tävlade därefter för Italien vid OS i Tokyo. I försöksheatet på 100 meter sprang han på 9,94 sekunder och slog sitt eget italienska rekord med en hundradel. I semifinalen satte Jacobs ett nytt Europarekord efter ett lopp på tiden 9,84 sekunder. I finalen tog han guld och satte samtidigt ett nytt Europarekord på tiden 9,80 sekunder. Han blev den första italienaren att ta OS-guld i grenen samt den första européen att ta guld sedan Linford Christie vann 100 meter för herrar i friidrott i OS 1992 i Barcelona.
Vid OS i Tokyo var Jacobs även en del av Italiens stafettlag på 4×100 meter tillsammans med Lorenzo Patta, Fausto Desalu och Filippo Tortu. Stafettlaget tog guld och satte ett nytt italienskt rekord på tiden 37,50 sekunder. Han var därefter Italiens fanbärare vid avslutningsceremonin. Efter OS valde Jacobs att avsluta säsongen i förtid och gjorde inte fler tävlingar under året.

### 2022
Jacobs återvände till tävlandet i februari 2022 då han vann 60 meter vid ISTAF Indoor i Berlin på tiden 6,51 sekunder. Senare samma månad tog han sitt andra raka guld vid italienska inomhusmästerskapen i Ancona efter ett lopp på tiden 6,55 sekunder. Följande månad tog Jacobs guld på 60 meter vid inomhus-VM i Belgrad efter ett lopp på tiden 6,41 sekunder, vilket blev ett nytt Europarekord samt världsårsbästa. Han besegrade amerikanska Christian Coleman med endast tre tusendelar.
I juni 2022 vid italienska mästerskapen i Rieti tog Jacobs sitt femte raka guld på 100 meter efter ett lopp på 10,12 sekunder. Följande månad vid VM i Eugene tog han sig till semifinal på 100 meter men kom sedan inte till start med en skadekänning. I augusti 2022 vid EM i München tog Jacobs guld på 100 meter efter ett lopp på 9,95 sekunder.

### 2023
I mars 2023 tog Jacobs silver på 60 meter vid inomhus-EM i Istanbul och besegrades endast av landsmannen Samuele Ceccarelli.

## Tävlingar

### Internationella
| År                   | Tävling                        | Plats                | Placering            | Gren                 | Tid/Distans          |
| Tävlande för Italien | Tävlande för Italien           | Tävlande för Italien | Tävlande för Italien | Tävlande för Italien | Tävlande för Italien |
| -------------------- | ------------------------------ | -------------------- | -------------------- | -------------------- | -------------------- |
| 2016                 | U23-medelhavsspelen            | Tunis                | 1:a                  | Längdhopp            | 8,07 m               |
| 2016                 | Europamästerskapen             | Amsterdam            | 11:e                 | Längdhopp            | 7,59 m               |
| 2017                 | Europeiska inomhusmästerskapen | Belgrad              | 11:e (kval)          | Längdhopp            | 7,70 m               |
| 2018                 | Europamästerskapen             | Berlin               | 11:e (sf)            | 100 meter            | 10,28 s              |
| 2019                 | Europeiska inomhusmästerskapen | Glasgow              | –                    | Längdhopp            | Inget giltigt hopp   |
| 2019                 | Stafett-VM                     | Yokohama             | –                    | 4 × 100 m stafett    | 0DNF0                |
| 2019                 | Europeiska lagmästerskapen     | Bydgoszcz            | 2:a                  | 100 meter            | 10,39 s              |
| 2019                 | Världsmästerskapen             | Doha                 | 19:e (sf)            | 100 meter            | 10,20 s              |
| 2019                 | Världsmästerskapen             | Doha                 | 10:e (h)             | 4 × 100 m stafett    | 38,11 s              |
| 2021                 | Europeiska inomhusmästerskapen | Toruń                | 1:a                  | 60 meter             | 6,47 s               |
| 2021                 | Stafett-VM                     | Chorzów              | 1:a                  | 4 × 100 m stafett    | 39,21 s              |
| 2021                 | Olympiska sommarspelen         | Tokyo                | 1:a                  | 100 meter            | 9,80 s               |
| 2021                 | Olympiska sommarspelen         | Tokyo                | 1:a                  | 4 × 100 m stafett    | 37,50 s              |
| 2022                 | Inomhusvärldsmästerskapen      | Belgrad              | 1:a                  | 60 meter             | 6,41 s               |
| 2022                 | Världsmästerskapen             | Eugene               | –                    | 100 meter            | 0DNS0 (sf)           |
| 2022                 | Europamästerskapen             | München              | 1:a                  | 100 meter            | 9,95 s               |
| 2023                 | Europeiska inomhusmästerskapen | Istanbul             | 2:a                  | 60 meter             | 6,50 s               |
| 2023                 | Världsmästerskapen             | Budapest             | 12:e (sf)            | 100 meter            | 10,05 s              |
| 2024                 | Europamästerskapen             | Rom                  | 1:a                  | 100 meter            | 10,02 s              |
| 2024                 | Europamästerskapen             | Rom                  | 1:a                  | 4 × 100 m stafett    | 37,82 s              |

### Nationella
| - Italienska friidrottsmästerskapen (utomhus): - 2016: Guld – Längdhopp (7,89 meter, Rieti) - 2018: Guld – 100 meter (10,24 sekunder, Pescara) - 2019: Guld – 100 meter (10,10 sekunder, Bressanone) - 2020: Guld – 100 meter (10,10 sekunder, Padova) - 2021: Guld – 100 meter (10,01 sekunder, Rovereto) - 2022: Guld – 100 meter (10,12 sekunder, Rieti) | - Italienska friidrottsmästerskapen (inomhus): - 2017: Guld – Längdhopp (8,06 meter, Ancona) - 2021: Guld – 60 meter (6,55 sekunder, Ancona) - 2022: Guld – 60 meter (6,55 sekunder, Ancona) - 2023: Silver – 60 meter (6,55 sekunder, Ancona) |

## Personliga rekord
| Utomhus - 100 meter – 9,80 (Tokyo, 1 augusti 2021) 0AR0 - 200 meter – 20,61 (Campi Bisenzio, 6 maj 2018) - Längdhopp – 7,95 (Tunis, 4 juni 2016) | Inomhus - 60 meter – 6,41 (Belgrad, 19 mars 2022) 0AR0 - 200 meter – 22,45 (Ancona, 2 februari 2013) - Längdhopp – 8,07 (Ancona, 4 februari 2017) |